# Онтолошка разлика
Онтолошка разлика је појмовно разликовање бића (Seienden) и битка (Sein), на чему је у савременој филозофији посебно инсистирао Мартин Хајдегер. По њему, биће је појединачна или посебна манифестација онога бити (битка). Биће је свако појединачно постојеће, које има своју бит, без обзира на начин бивствовања (реални или идеални) или квалитет онога што јесте. Биће има своју бићевност (јестост, присуство) само по томе што учествује у битку, што указује на разлику бића и битка, која се често превиђа. Насупрот бићу, које је увек одређено и садржајно ограничено, битак је неограничен, неодређен и бесадржајан.
Онтолошка разлика је стога разлика коју свака онтологија (сваки говор о бићу) имплицитно или експлицитно претпоставља: биће као појава јесте, па се подразумева да јесте по нечему (битак је у њему нужно „присутан") или по ничему (битак је у њему контингентно „присутан“, па је такво биће само привремено, уз стално присутну могућност да пређе у небиће).
Преко бића битак се манифестује не само у мноштвености, него и у временитости: ономе што јест (биће) припада оно што је било и оно што ће бити. Хартман је сматрао да је онтолошка разлика кључ за ваљано разумевање и заснивање онтологије. „Битак и биће разликују се на исти начин као истина и истинито, стварност и стварно, реалитет и реално. Има много тога што је истинито, али сам истинити битак је у том мноштву један те исти; филозофски је погрешан говор о истинама у множини и требало би га избегавати. Исто је тако погрешно говорити о стварностима, реалитетима и сличном. Оно што је стварно разнолико је, али стварност у тој разноликости је једна, један идентични модус битка. Исто важи за бића и битак“.
Мартин Хајдегер је овој разлици придавао готово судбоносни значај: „Онтологија се заснива на разликовању битка и бића“. 